# 单层系统
单层系统是指在处理，数据和用户界面都在同一个系统中。
大型计算机采用单层系统取得了可观的成功。实现单层体系结构的基于DOS和早期的Microsoft Windows的个人电脑通常在多用户情形下表现不好。这种性能的低下主要是因为简陋的记录加锁机制和在局域网上的文件处理导致。